# Parc provincial Tweedsmuir South
Le parc provincial Tweedsmuir South (anglais : Tweedsmuir South Provincial Park) est une vaste zone protégée située au centre-ouest de la province de Colombie-Britannique au Canada et gérée par l'agence provinciale BC Parks. Avec une superficie de 506 000 hectares c'est le plus grand parc provincial de la Colombie-Britannique.

## Histoire
Le parc Tweedsmuir South est constitué par la partie sud d'un ancien parc, le parc provincial de Tweedsmuir, d'une superficie de 981 000 hectares, qui a été divisé en deux dans les années 1970. La partie nord de l'ancien parc fait partie d'en ensemble dénommé  « parc provincial et aire protégée de Tweedsmuir North » (Tweedsmuir North Provincial Park and Protected Area). Cette modification était liée à la volonté des autorités provinciales de permettre l'exploitation de ressources naturelles (notamment minières) dans la partie nord.

## Faune
Les prairies situées au nord de l'autoroute provinciale 20 constituent l'habitat de populations de grizzlys, d'ours noirs, de chèvres des montagnes, de rennes et de loups et la zone de pâturage estivale des élans et des cerfs à queue noire. Durant l'été et le début de l'automne, les grizzlys viennent chasser le saumon dans la vallée Anarko. Les cougars et de nombreux autres mammifères plus petits vivent également dans le parc. 
On y trouve aussi une grande variété d'oiseaux, notamment le somptueux cygne trompette qui hiverne au lac Lonesome (Lonsemome Lake).
Le parc est renommé pour ses poissons, notamment la truite fardée, le ménomini des montagnes, la truite (ou omble) « Dolly Varden » (tant résidente que migratrice) et les bancs de saumons : Saumon royal (ou chinook), saumon rouge (ou sockeye), saumon du Pacifique (ou kéta) et saumon rose.